# Зайкінське газопереробне підприємство
Зайкінське газопереробне підприємство — виробничий майданчик у Оренбурзькій області Росії, який працює з супутнім газом Зайкінської та Росташинської груп нафтових родовищ. Також відомий як РН-БГПП Тюльпан (за місцем розташування поблизу селища Тюльпан).
У 1987-му почали розробку Зайкінського нафтового родовища, при цьому супутній газ спершу спрямували на Нєфтєгорський ГПЗ та планували постачати на Отрадненський ГПЗ. Обидва зазначені газопереробні заводи в підсумку дістались концерну «ЮКОС», тоді як контроль над Зайкінськими родовищами отримала ТНК-BP. Остання вирішила спорудити власні потужності з переробки газу й 2001-го ввела в дію першу чергу Зайкінського газопереробного підприємства. Друга черга стала до ладу вже у 2013-му, невдовзі після переходу ТНК-BP під контроль «Роснафти».
За проєктом газопереробний майданчик у Зайкіно може щорічно приймати 2,2 млрд м3 газу з випуском товарного газу, пропану, бутану, пропан-бутанової суміші (яку отримують шляхом змішування пропану та бутану) та газового бензину. Також на установці може провадитись підготовка до 500 тисяч тонн конденсату на рік.
Станом на кінець 2010-х установка працювала з низьким рівнем використання потужності. Так, за 3-й квартал 2019-го вона прийняла 177 млн м3 газу та 17 тисяч тонн конденсату і виробила 155 млн м3 товарного газу, 15 тисяч тонн пропану, 10 тисяч тонн бутану, 6 тисяч тонн пропан-бутанової суміші та 8 тисяч тонн газового бензину.
Первісно ТНК-BP планувала й далі розвивати майданчик і організувати тут вилучення етану в обсягах до 500 тисяч тонн на рік, проте наразі цей проєкт залишається нереалізованим.
Видача товарного газу відбувається по трубопроводу Зайкіно – Старо-Александрівка. Вивезення інших продуктів відбувається через залізничний термінал річною пропускною здатністю 530 тисяч тонн.
Майданчик отримав власну газопоршневу електростанцію із двома генераторними комплектами загальною потужністю 9 МВт.